# داريل رويال
داريل رويال (بالإنجليزية: Darrell Royal)‏ هو لاعب كرة قدم أمريكية أمريكي، ولد في 6 يوليو 1924 في هوليس في الولايات المتحدة، وتوفي في 7 نوفمبر 2012 في أوستن في الولايات المتحدة بسبب مرض آلزهايمر.

## وصلات خارجية
- داريل رويال على موقع إن إن دي بي (الإنجليزية)